# Présidence de Benjamin Harrison
23e président des États-Unis
Présidence de Grover Cleveland Présidence de Grover Cleveland
La présidence de Benjamin Harrison débuta le 4 mars 1889, date de l'investiture de Benjamin Harrison en tant que 23e président des États-Unis, et prit fin le 4 mars 1893. Membre du Parti républicain, Harrison entra en fonction après avoir battu le président Grover Cleveland, candidat du Parti démocrate, lors de l'élection présidentielle de 1888. Il fut lui-même défait quatre ans plus tard par Cleveland à l'élection de 1892. Il est ainsi le premier président à avoir été précédé puis remplacé par le même individu, et le seul à être le petit-fils d'un autre président.
Avec le soutien du Congrès contrôlé par les républicains, Harrison mit en œuvre le plus ambitieux programme de politique intérieure de la fin du XIXe siècle. Sa présidence fut marquée par des législations économiques importantes comme le McKinley Tariff, qui mit en place les droits de douane les plus élevés de l'histoire américaine, et par le Sherman Antitrust Act qui permit au gouvernement fédéral de lutter contre les trusts et les monopoles. En raison des excédents budgétaires engendrés par les droits de douane, les dépenses fédérales atteignirent pour la première fois le milliard de dollars sous son mandat. Harrison facilita la création des forêts nationales en amendant le Land Revision Act of 1891 et présida au renforcement et à la modernisation de la marine américaine. Il plaida sans succès pour un financement fédéral de l'éducation et pour la protection des droits civiques des Afro-Américains. Dans le domaine de la politique étrangère, Harrison tenta d'instaurer une réciprocité des droits de douane avec l'Amérique latine et étendit l'influence des États-Unis dans le Pacifique. La présidence d'Harrison vit également l'admission de six nouveaux États au sein de l'Union, plus que sous n'importe quel autre président.
Même si l'engagement d'Harrison en faveur des droits de vote des Afro-Américains est regardé sous un jour favorable, la plupart des spécialistes et des historiens considèrent son bilan comme mitigé et il figure généralement dans la moitié inférieure du classement des présidents américains. Cependant, sa réputation d'intégrité avant, pendant et après sa présidence reste intacte. Avec sa politique intérieure ambitieuse et sa politique étrangère affirmée, Harrison annonce la présidence moderne du XXe siècle.

## Élection présidentielle de 1888

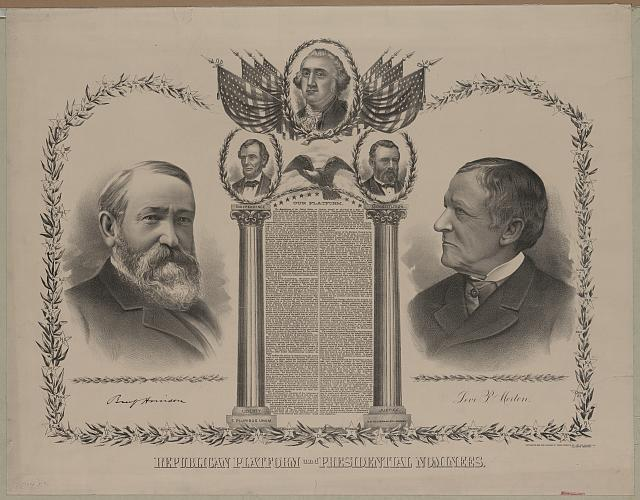
Affiche de campagne pour le ticket Harrison/Morton.

En 1888, le favori pour l'investiture républicaine était initialement le précédent candidat James G. Blaine du Maine. Cependant, Blaine écrivit de nombreuses lettres où il affirmait n'avoir aucune envie de participer à l'élection et ses partisans se répartirent entre les autres candidats. John Sherman de l'Ohio était le nouveau favori devant Chauncey Depew de New York, Russell Alexander Alger du Michigan et le vieil adversaire de Harrison, Walter Q. Gresham, à présent juge fédéral à Chicago dans l'Illinois. Blaine ne désigna aucun candidat comme son successeur et aucun d'entre eux n'entra à la convention avec une majorité de ses partisans.
Benjamin Harrison avait été sénateur de l'Indiana pendant six ans, de 1881 à 1887, mais il avait échoué à se faire réélire. En février 1888, il se déclara candidat à l'investiture du Parti républicain, se définissant lui-même comme un « républicain vivant et rajeuni ». Il arriva en quatrième position au premier tour avec Sherman en tête et les votes suivant ne firent pas évoluer le classement. Les partisans de Blaine se rassemblèrent alors autour de Harrison qui, selon eux, pourrait attirer le vote du plus grand nombre de délégués. Il fut finalement désigné au huitième tour par 544 voix contre 108 et Levi Morton de New York fut choisi pour briguer la vice-présidence au sein du ticket présidentiel.

Résultats de l'élection présidentielle américaine de 1888.

L'opposant de Harrison lors de l'élection était le président sortant Grover Cleveland. Il fit une « campagne de perron », typique de l'époque, dans laquelle le candidat ne faisait pas campagne personnellement mais recevait des délégations et faisait des discours depuis sa propre maison. Les républicains firent campagne sur la question des droits de douane, ce qui leur permit de récupérer les votes protectionnistes dans les importants États industriels du Nord. L'élection se concentra sur les swing states de New York, du New Jersey, du Connecticut et de l'Indiana. Harrison remporta la victoire dans l'Indiana et l'État de New York grâce à des manœuvres frauduleuses mais perdit dans les deux autres États. Le taux de participation atteignit 79,3 % et près de 11 millions de votes furent recueillis. Bien que Harrison ait recueilli 90 000 voix de moins que Cleveland, il fut élu par 233 voix contre 168 au collège électoral.
Lorsque Matthew Quay, « boss » de Pennsylvanie, entendit que Harrison attribuait sa courte victoire à la divine providence, il déclara que Harrison ne saura jamais « combien d'hommes ont risqué le pénitencier pour le faire devenir président ». Lors des élections législatives qui se déroulèrent à la même période, les républicains remportèrent 19 sièges à la Chambre des représentants, faisant basculer cette assemblée du côté républicain, tout en conservant leur majorité au Sénat, leur donnant le contrôle de la présidence et des deux chambres du Congrès pour la première fois depuis 1874. L'écrasante victoire des républicains à ces élections permit à Harrison de proposer des réformes législatives ambitieuses. Harrison fut surnommé le « président du centenaire » car son investiture coïncidait avec le centenaire de la première investiture de George Washington en 1789.

## Investiture

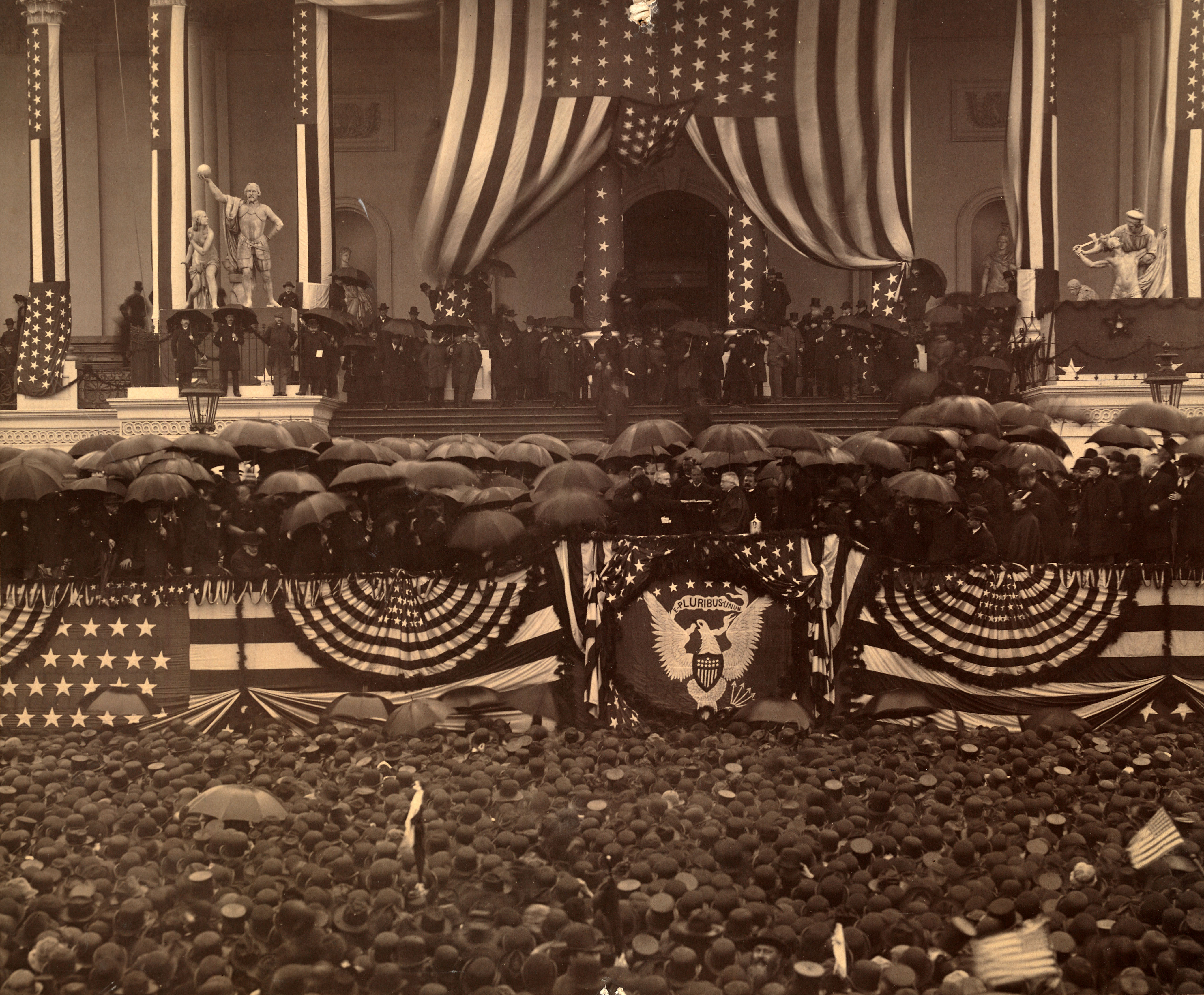
Investiture de Benjamin Harrison le 4 mars 1889. Cleveland tient le parapluie de Harrison.

Harrison prêta serment le lundi 4 mars 1889 en présence du juge en chef Melville Fuller. La cérémonie d'investiture de Harrison eut lieu sous une pluie battante à Washington D.C.. Cleveland assista à la cérémonie et tint le parapluie au-dessus de la tête de Harrison alors qu'il prêtait serment. Son discours fut bref et dura deux fois moins longtemps que celui de son grand-père William Henry Harrison, qui détient le record du plus long discours d'investiture. Dans son discours, Harrison attribua la croissance de la nation aux influences de l'éducation et de la religion, pressa les États agricoles d'atteindre les proportions industrielles des États du Nord-Est et promit la mise en place de droits de douane protectionnistes. Il demanda l'attribution rapide du statut d'État aux territoires et l'augmentation des pensions pour les vétérans, ce qui lui valut de longs applaudissements. Pour les affaires étrangères, Harrison réaffirma la doctrine Monroe comme clé de voûte de sa politique dans le domaine. Tandis qu'il demandait la construction d'une marine de guerre moderne et d'une flotte de commerce, il réaffirma son attachement à une paix internationale obtenue par la non-intervention dans les affaires intérieures d'un autre État. L'United States Marine Band de John Philip Sousa joua lors du bal d'investiture dans le National Building Museum auquel assista une large foule.

## Composition du gouvernement
Les nominations de Harrison au cabinet mécontentèrent bon nombre de républicains influents, aussi bien dans l'État de New York qu'en Pennsylvanie ou en Iowa, et ébranlèrent prématurément sa présidence. Le sénateur Shelby Cullom, commentant le refus de Harrison de nommer des fonctionnaires fédéraux sur la base de leur appartenance au Parti républicain, déclara : « je suppose que Harrison ne me traitait pas plus mal que n'importe quel autre sénateur ; mais chaque fois qu'il faisait quelque chose pour moi, il le faisait d'une manière si dénuée de grâce que la concession tendait à irriter plutôt qu'à plaire ». Au moment de désigner ses ministres, Harrison commença par retarder la nomination de James G. Blaine au poste de secrétaire d'État dans la mesure où le nouveau président estimait que Blaine, du temps de la présidence de son successeur James A. Garfield, avait joué un rôle un peu trop grand dans le choix des membres de l'administration. En dépit de cette méfiance initiale, Blaine et Harrison s'entendirent sur la plupart des grands dossiers de politique étrangère. De fait, Blaine fut une personnalité centrale du gouvernement même si la décision finale, y compris dans le domaine des relations extérieures, revenait souvent à Harrison. Blaine servit au sein du cabinet jusqu'en 1892, date à laquelle il démissionna pour cause de santé fragile ; son remplaçant fut John W. Foster, un diplomate expérimenté.
Pour la fonction importante de secrétaire du Trésor, Harrison rejeta les noms de Thomas C. Platt et de Warner Miller, deux républicains de l'État de New York qui se battaient pour le contrôle de la cellule locale du parti, et fit appel à William Windom, un natif du Midwest qui vivait à New York et qui avait déjà occupé le poste sous la présidence de Garfield. Les républicains new-yorkais furent également représentés au cabinet par Benjamin Tracy qui devint secrétaire à la Marine. À la mort de Windom en 1891, l'ancien gouverneur de l'Ohio Charles Foster lui succéda. Le ministre des Postes John Wanamaker était quant à lui censé représenter les républicains de Pennsylvanie mais beaucoup d'entre eux furent déçues de cette nomination qu'ils jugeaient bien inférieure à leurs attentes. Pour diriger le département de l'Agriculture, qui venait d'être créé quelques mois plus tôt dans les derniers jours du mandat de Grover Cleveland, Harrison jeta son dévolu sur le gouverneur du Wisconsin Jeremiah M. Rusk. John Noble, un avocat des chemins de fer à la réputation d'incorruptibilité, se vit attribuer le département de l'Intérieur, alors empêtré dans divers scandales, tandis que Redfield Proctor, du Vermont, fut nommé secrétaire à la Guerre en récompense de son rôle décisif dans l'élection de Harrison. Proctor démissionna en 1891 pour siéger au Sénat et fut remplacé par Stephen B. Elkins. Enfin, l'ancien camarade de barreau et ami du président, William H. H. Miller, fut élevé au rang de procureur général. Sous son mandat, Harrison avait l'habitude de réunir le cabinet en entier deux fois par semaine et de converser en tête-à-tête avec chacun de ses ministres dans le cadre d'entretiens hebdomadaires.

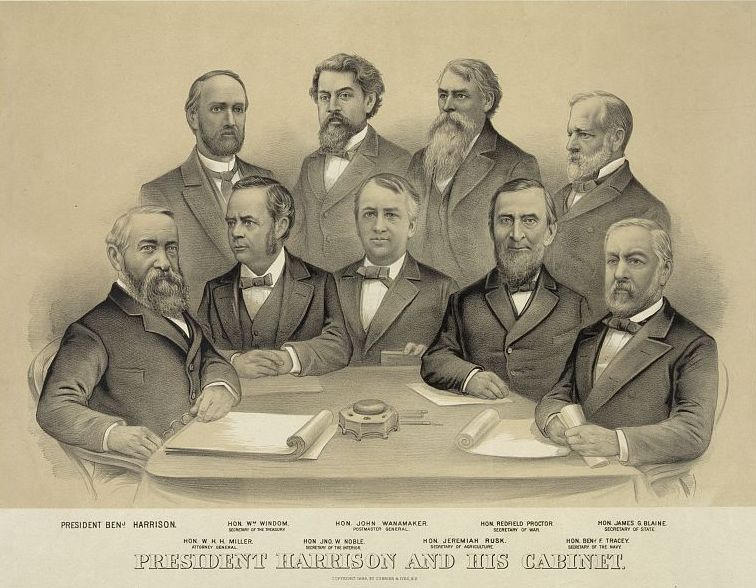
Le cabinet Harrison en 1889. Au premier rang, de gauche à droite : Benjamin Harrison, William Windom, John Wanamaker, Redfield Proctor et James G. Blaine ; au second rang, de gauche à droite : William H. H. Miller, John W. Noble, Jeremiah M. Rusk et Benjamin F. Tracy.

## Nominations judiciaires

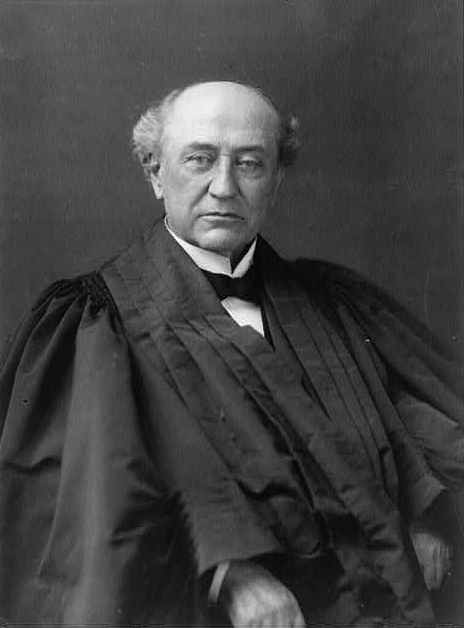
David J. Brewer, premier des quatre juges nommés par Harrison à la Cour Suprême.

Harrison nomma quatre juges à la Cour suprême des États-Unis. Le premier fut David J. Brewer, un juge de la cour d'appel pour le huitième circuit qui était également le neveu du juge assesseur Stephen J. Field. Le juge Stanley Matthews mourut peu après la nomination de Brewer et Harrison proposa le nom d'Henry B. Brown, un juge et expert en droit maritime du Michigan, qu'il avait déjà envisagé pour remplacer Matthews. À la mort de Joseph P. Bradley en 1892, il nomma George Shiras, un choix controversé car il était âgé de 60 ans, au-delà de l'âge habituel des candidats. Shiras s'attira également l'opposition du sénateur Matthew Quay de Pennsylvanie car ils étaient dans des factions rivales du parti républicain ; la nomination fut cependant confirmée. Enfin Harrison nomma Howell Edmunds Jackson pour remplacer le juge Lucius Lamar mort en janvier 1893. Harrison savait que le Sénat à venir serait contrôlé par les démocrates et il choisit Jackson, un respectable démocrate du Tennessee, pour s'assurer que sa nomination ne serait pas rejetée. La nomination se fit effectivement sans problème mais Jackson mourut après seulement deux ans passés à la Cour.
Sous sa présidence, Harrison ratifia le Judiciary Act de 1891 qui abolissait les cours de circuit et donnait naissance aux cours d'appel fédérales. La loi mit également fin au « circuit équestre » (riding circuit) des juges de la Cour suprême qui étaient amenés à se rendre dans tel ou tel district pour y juger des affaires locales. La fin de cette pratique, combinée avec la mise en place de cours d'appel permanentes, réduisit significativement la charge de travail de la Cour suprême. Harrison nomma en tout dix juges aux cours d'appel fédérales, deux aux cours de circuit et 26 aux cours fédérales de district. Comme Harrison était en fonction lorsque le Congrès élimina les cours de circuit qui furent intégrées aux cours d'appel, Cleveland et lui furent les seuls présidents à avoir nommé des juges dans les deux corps. Parmi les nominations de Harrison, le futur président William Howard Taft fut nommé à la cour d'appel pour le sixième circuit.